# Serie A 1949 (hockey su pista)
La Serie A 1949 è stata la 26ª edizione del torneo di primo livello del campionato italiano di hockey su pista. Esso è stato organizzato dalla Federazione Italiana Hockey e Pattinaggio.
Il torneo fu vinto dal Novara per la 9ª volta nella sua storia.

## Avvenimenti
Il torneo del 1949 vide al via tredici club. La formula fu quella consolidata per l'epoca, cioè una prima fase a gironi e una fase finale. Dopo la prima parte della competizione si qualificarono alla fase finale il Novara, l'Edera Trieste, la Triestina, il Mirabello, la Bolzanetese, il DLF Trieste e la Lombardini Reggio Emilia. Il Novara ebbe la meglio sulle avversarie laureandosi per la nona volta nella sua storia campione d'Italia.

## Squadre partecipanti
| Club                 | Stag.    | Città         | Stagione precedente          |
| -------------------- | -------- | ------------- | ---------------------------- |
| Aeronautica Militare |          | Roma          | 4ª in Serie A, girone A      |
| ASSI Firenze         | dettagli | Firenze       | 5ª in Serie A, girone A      |
| Bolzanetese          | dettagli | Genova        | n.a.                         |
| DLF Trieste          | dettagli | Trieste       | 5º in Serie A, girone B      |
| Edera Trieste        | dettagli | Trieste       | Campione d'Italia in carica  |
| Marzotto Valdagno    | dettagli | Valdagno (VI) | 3º in Serie A, girone B      |
| Milan                | dettagli | Milano        | 4º in Serie A, girone B      |
| Mirabello            | dettagli | Monza (MI)    | 6º in Serie A, girone finale |
| Monza                | dettagli | Monza (MI)    | 4º in Serie A, girone finale |
| Motori Lombardini    | dettagli | Reggio Emilia | n.a.                         |
| Novara               | dettagli | Novara        | 3º in Serie A, girone finale |
| Pirelli              | dettagli | Milano        | In 1ª Divisione              |
| Triestina            | dettagli | Trieste       | 2ª in Serie A, girone finale |

## Prima fase

### Girone A

#### Classifica finale
|  | Pos. | Squadra                  | Pt | G | V | N | P | GF | GS | DR |
|  | ---- | ------------------------ | -- | - | - | - | - | -- | -- | -- |
|  | 1.   | Triestina                | 10 | 5 | 5 | 0 | 0 |    |    |    |
|  | 2.   | Monza                    | 8  | 5 | 4 | 0 | 1 |    |    |    |
|  | 3.   | Lombardini Reggio Emilia | 5  | 5 | 2 | 1 | 2 |    |    |    |
|  | 4.   | Milan                    | 4  | 5 | 2 | 0 | 3 |    |    |    |
|  | 5.   | Marzotto Valdagno        | 2  | 5 | 1 | 0 | 4 |    |    |    |
|  | 6.   | ASSI Firenze             | 1  | 5 | 0 | 1 | 4 |    |    |    |

Legenda:
      Ammesso al girone di finale.
      Retrocesso in Serie B.
Regolamento:
Due punti a vittoria, uno a pareggio, zero a sconfitta.
Note:
Monza escluso dalle finali per delibera della FIHP.

### Girone B

#### Classifica finale
|  | Pos. | Squadra              | Pt | G | V | N | P | GF | GS | DR |
|  | ---- | -------------------- | -- | - | - | - | - | -- | -- | -- |
|  | 1.   | Novara               | 8  | 4 | 4 | 0 | 0 |    |    |    |
|  | 2.   | Mirabello            | 6  | 4 | 3 | 0 | 1 |    |    |    |
|  | 3.   | DLF Trieste          | 4  | 4 | 2 | 0 | 2 |    |    |    |
|  | 4.   | Pirelli              | 2  | 4 | 1 | 0 | 3 |    |    |    |
|  | 5.   | Aeronautica Militare | 0  | 4 | 0 | 0 | 4 |    |    |    |

Legenda:
      Ammesso al girone di finale.
      Retrocesso in Serie B.
Regolamento:
Due punti a vittoria, uno a pareggio, zero a sconfitta.
Note:

## Fase finale
Alla finale prese parte di diritto l'Edera di Trieste quale campione 1948 e la Bolzanetese a cui la FIHP riconobbe la "causa di forza maggiore" per non aver potuto partecipare alla prima fase dopo la mancata iscrizione della Corniglianese.

Il girone restò perciò composto da sole 7 squadre anziché 8 perché al Monza la FIHP non riconobbe il ritardo di iscrizione al girone di finale dopo aver partecipato al Torneo di Montreux, svoltosi dopo la fine della prima fase e prima dell'inizio delle finali.

### Classifica finale
|  | Pos. | Squadra                  | Pt | G  | V  | N | P  | GF | GS  | DR  |
|  | ---- | ------------------------ | -- | -- | -- | - | -- | -- | --- | --- |
|  | 1.   | Novara                   | 22 | 12 | 11 | 0 | 1  | 90 | 33  | +57 |
|  | 2.   | Edera Trieste            | 20 | 12 | 10 | 0 | 2  | 75 | 45  | +57 |
|  | 3.   | Triestina                | 18 | 12 | 9  | 0 | 3  | 99 | 31  | +68 |
|  | 4.   | Mirabello                | 10 | 12 | 5  | 0 | 7  | 48 | 69  | -21 |
|  | 5.   | Bolzanetese              | 8  | 12 | 4  | 0 | 8  | 40 | 62  | -22 |
|  | 6.   | DLF Trieste              | 6  | 12 | 3  | 0 | 9  | 48 | 76  | -28 |
|  | 7.   | Lombardini Reggio Emilia | 0  | 12 | 0  | 0 | 12 | 26 | 110 | -84 |

Legenda:
      Campione d'Italia.
Regolamento:
Due punti a vittoria, uno a pareggio, zero a sconfitta.

## Verdetti
| Verdetto               | Club               |
| ---------------------- | ------------------ |
| Campione d'Italia 1949 | Novara (9º titolo) |

### Squadra campione
| N° | Naz.              | Ruolo | Sportivo           | Anno | Alt. | Peso |
| -- | ----------------- | ----- | ------------------ | ---- | ---- | ---- |
|    | Italia (bandiera) | P     | Angelo Grassi      |      |      |      |
|    | Italia (bandiera) | P     | Luciano Prandi     |      |      |      |
|    | Italia (bandiera) | E     | Carlo Ciocala      |      |      |      |
|    | Italia (bandiera) | E     | Claudio Ghione     |      |      |      |
|    | Italia (bandiera) | E     | Walter Monfrinotti |      |      |      |
|    | Italia (bandiera) | E     | Sergio Nanotti     |      |      |      |
|    | Italia (bandiera) | E     | Ferruccio Panagini |      |      |      |
|    | Italia (bandiera) | All.  | Carlo Ciocala      |      |      |      |